# Zangasso
Zangasso (ou Sangasso, Sanasso) est une localité et une commune rurale du Mali, chef-lieu de cercle dans la région de Koutiala.

## Villages
La commune s'étend sur 10 localités relevées lors du recensement général de 2009. 
Les villages les plus peuplés sont :
- Zangasso (3 318 habitants)
- Sangaba (2 950 habitants)
- Djitamana (2 752 habitants)

En 2023, la loi 2023-007 attribue à la commune 10 villages, fractions ou quartiers  :
- Zangasso
- Fienso
- Kiko
- Djitamana
- Kolonto
- Sangaba
- Kougoué
- N'Tosso
- Gary
- Tiarakassedougou